# Криничанский, Константин Владимирович
Константи́н Влади́мирович Кринича́нский (род. 22 июня 1970, Миасс, Челябинская область) — российский экономист, профессор Департамента банковского дела и финансовых рынков Финансового университета при Правительстве Российской Федерации. Специалист в области финансовых рынков и банковского дела. Автор свыше 110 научных работ (по базе РИНЦ, по состоянию на 17.08.2020), в том числе нескольких монографий и учебников.

## Биография
Родился 22 июня 1970 в Миассе.
В 1992 окончил Уральский государственный университет имени А. М. Горького по специальности «Политическая экономия».
В 1997 году защитил диссертацию на соискание учёной степени кандидата экономических наук. Тема — «Социально-экономические основы рынка ценных бумаг», специальность 08.00.01 — Экономическая теория.
Учёное звание — доцент (2003).
В 2003—2017 годы — работа в филиале ЮУрГУ в Миассе: профессор, декан факультета экономики, управления, права; заведующий кафедрой финансов и кредита.
Автор идеи, организатор, руководитель региональной (2004—2005), всероссийской (2006), международной (2007 и 2008) научно-практической конференции «Проблемы устойчивого развития городов». Конференция с 2006 года проводилась в партнёрстве с Комитетом по вопросам местного самоуправления Государственной Думы РФ и Комиссией по региональному развитию Общественной палаты РФ.
В 2010 году в МГУ защитил диссертацию на соискание учёной степени доктора экономических наук. Тема — «Эволюция и трансформация институтов рынка ценных бумаг», специальность 08.00.01 — Экономическая теория.
С 2017 года — профессор Департамента Финансовых рынков и банков, с 2020 — Департамента банковского дела и финансовых рынков Финансового университета при Правительстве Российской Федерации.

## Сфера научных интересов
Региональные и урбанистические аспекты современного экономического развития, проблемы финансовых рынков и экономического роста.

## Основные научные и учебно-методические труды

### Монографии
- Криничанский К. В. Эволюция и функции институтов рынка ценных бумаг. Научное издание. Монография. — М.: ТЕИС, 2009. — 560 с.
- Криничанский К. В. (в соавт.) Трансформация передаточных механизмов взаимосвязи финансового развития и экономического роста в условиях цифровой экономики / Новые траектории развития финансового сектора России: Монография / Под ред. М. А. Эскиндарова, В. В. Масленникова. — М.: Когито-Центр, 2019. — 367 с. — ISBN 978-5-89353-552-5
- Krinichansky K., Sergi B. S. (2019). Financial Development and Economic Growth in Russia. In «Modeling Economic Growth in Contemporary Russia» by Bruno S. Sergi (ed.). Emerald Publishing
- Krinichansky K. (2019). Smart Solutions for Smart Cities: A Snapshot of Russian Urban Life; in Sergi, B. S. (Ed.). «Tech, Smart Cities, and Regional Development in Contemporary Russia». Emerald Publishing Limited.
- Криничанский К. В. Трансформация структуры финансовых систем в условиях цифровизации / Финансовые рынки в условиях цифровизации : монография / кол. авторов; под ред. К. В. Криничанского. — М.: РУСАЙНС, 2020. — 372 с. С. 102—112. — ISBN 978-5-4365-4643-8
- Криничанский К. В., Анненская Н. Е. Финансовые рынки и институты: монография. — М.: РУСАЙНС, 2020. — 360 с. — ISBN 978-5-4365-5495-2

### Учебники, учебные пособия с грифами
- Криничанский К. В. Математика финансового менеджмента. Учебное пособие. — М: Дело и сервис, 2006. — 256 с.
- Криничанский К. В. Рынок ценных бумаг. Учебное пособие. 2-е изд., перераб. и доп. — М.: Дело и Сервис, 2010. — 608 с.
- Криничанский К. В. Финансовая математика: учеб. пособие. 2-е изд., перераб. и доп. — М.: Дело и Сервис, 2011. — 336 с.
- Криничанский К. В. (в соавт.) Национальная экономика: учебник и практикум для бакалавриата и магистратуры / Под ред. А. В. Сидоровича. — М.: Издательство Юрайт, 2017. — 493 с. (Бакалавр и магистр. Академический курс). — ISBN 978-5-534-03278-9
- Криничанский К. В. (в соавт.) Национальная экономика. 2-е изд., пер. и доп. Учебник и практикум для вузов. Научная школа: Московский государственный университет имени М. В. Ломоносова / Под ред. А. В. Сидоровича. — М.: Издательство Юрайт, 2020. — 576 с. — ISBN 978-5-534-13145-1
- Криничанский К. В. (в соавт.) Национальная экономика: учебник и практикум для бакалавриата и магистратуры / Под ред. А. В. Сидоровича. — М.: Изд. Юрайт, 2019. — 485 с. — ISBN 978-5-534-03278-9

### Основные статьи
- Криничанский К. В. Рынок слияний и поглощений как среда реализации функции стимулирования предпринимателей и менеджеров // Менеджмент в России и за рубежом. — 2007. — № 3. — С. 43-56.
- Криничанский К. В. Российский город в условиях социально-экономической трансформации // Социс. — 2008. — № 10. — С. 68-73.
- Криничанский К. В. Эволюция ассоциированных форм предприятий и генезис института акции // Вопросы экономики. — 2008. — № 11. — С. 121—135.
  - Krinichansky K. The Evolution of Associated Forms of Enterprises and the Genesis of the Share Institution // Voprosy Ekonomiki. 2008;(11):121-135.
- Криничанский К. В. Генезис института векселя: функциональный аспект // Вопросы экономики. 2009. № 8. С. 110—122.
  - Krinichansky K. The Genesis of Bill of Credit: A Functional Aspect // Voprosy Ekonomiki. 2009;(8):110-122.
- Криничанский К. В. Политико-экономические аспекты формирования модели регионального развития в России // Региональная экономика: теория и практика. — 2013. — № 7. — С. 2-12.
- Криничанский К. В. Состояние и проблемы развития финансового рынка в России // Журнал экономической теории. — 2013. — № 3. — С. 68-80.
- Криничанский К. В. Финансовые системы и экономическое развитие в российских регионах: сравнительный анализ // Вопросы экономики. — 2015. — № 10. — С. 94-108.
  - Krinichansky K. Financial Systems and economic Development in the Russian Regions: A Comparative Analysis // Voprosy Ekonomiki. 2015;(10):94-108.
- Криничанский К. В., Фатькин А. В. Оценка влияния банковского посредничества на экономику регионов России: посткризисные тенденции // Вопросы экономики. — 2017. — № 1. — С. 103—122.
  - Krinichansky K., Fatkin A. Assessing the impact of banking intermediationon the economy of Russian regions: The post-crisis trends // Voprosy Ekonomiki. 2017;(1):103-122.
- Криничанский К. В., Фатькин А. В. Изучение «исчезающего эффекта» влияния финансового развития на экономический рост: от странового уровня к внутристрановому // Прикладная эконометрика. — 2018. — Том 51. — С. 33-57.
  - Krinichansky K., Fat’kin A. (2018). Studying the «vanishing effect» of the impact of financial development on economic growth: From the cross-country to the subnational scale // Applied Econometrics, 51, 33-57.

## Членство в научных советах, редсоветах и редколлегиях журналов
- Член Диссертационного совета Д 505.001.116 Финансового университета при Правительстве Российской Федерации (зам. председателя Диссовета)[10]
- Член редсовета журнала «Региональная экономика: теория и практика»[9]
- Член редколлегии журнала «Финансовые рынки и банки»[11]